# Conscience contre violence
Conscience contre violence est un essai polémique de Stefan Zweig (1936) mettant en scène le combat de Sébastien Castellion contre Jean Calvin. Le livre, rédigé en pleine montée du fascisme et de l'extrême-droite en Europe, a été et reste d'une forte actualité, dans la mesure où il se présente comme un coup de boutoir contre toutes les formes de totalitarisme et d'intolérance,,.

## Titre
Le titre exact en allemand est Ein Gewissen gegen die Gewalt, c'est-à-dire Une conscience contre la violence, ce qui rend mieux compte de la révolte d'un individu contre la puissance du pouvoir. Le titre est une reprise d'une phrase de Michel de Montaigne, un des grands représentants de l'humanisme.

## Récit
Au XVIe siècle, époque de la Réforme protestante, Genève est contrôlée par Calvin qui établit une sorte de régime théocratique cohabitant avec un État soumis à la volonté de la nouvelle Église. Les Genevois se voient alors interdire les chapelets, les crucifix, et toutes sortes de règles d'austérité leur sont imposées. Le penseur Michel Servet, qui a le malheur de tomber en désaccord avec le pouvoir de Calvin, se voit attaqué en justice et rapidement condamné à mort. Il est brûlé vif en place publique. Un autre savant, Castellion, se décide alors à réhabiliter Servet : une longue et difficile lutte attend ce protestant modéré, entre l'austérité calviniste et le pouvoir de l'Inquisition catholique,.

## Éditeur, traducteur
Republié en 1997 par Le Castor astral, dans une traduction de Alzir Hella, préface d'Hervé Le Tellier, postface de Silvain Reiner, Livre de Poche, 2010,  (ISBN 2253153710)

## Critique
Frank Lestringant a fait observer, que tout à sa recherche d'une figure permettant d'évoquer indirectement Hitler, Stefan Zweig a commis nombre d'anachronismes et d'erreurs historiques concernant Calvin, rejoignant dans son développement les polémistes anti-protestants les plus extrêmes. Lestringant relève que, dans sa conclusion, Zweig admet sans pouvoir l'expliquer la « métamorphose » qui a affecté l’héritage de Calvin, à savoir le fait que « le système calviniste, « qui cherchait avec un acharnement spécial à restreindre la liberté individuelle, a enfanté l’idée de la liberté politique ». Et il conclut : « Rien d’étonnant si, après coup, Zweig ne fut pas satisfait de son livre. Il le fit pilonner sous prétexte de fautes typographiques, avant d’en interdire la traduction et la publication en France78. L’ouvrage ne fut publié en traduction française qu’en 1946, quatre ans après la mort de l’auteur. C’est cette ancienne traduction par Alzir Hella qui vient d’être reprise, dépourvue de notes, mais précédée d’une préface aussi lapidaire que venimeuse... »